# 엔조 르 페
엔조 제레미 르 페(프랑스어: Enzo Jérémy Le Fée, 2000년 2월 3일 ~ )는 프랑스의 축구 선수이다. 그의 포지션은 미드필더로, 현재 잉글랜드 프리미어리그의 선덜랜드에서 활약하고 있다.

## 클럽 경력
르 페는 케르야도 유소년 아카데미에서 축구를 시작하였고, 8세의 나이에 로리앙 유소년 아카데미로 이적하였다. 2018년 11월 13일, 그는 로리앙과 첫 프로 계약을 맺었다. 2019년 5월 10일, 그는 0-0으로 비긴 소쇼와의 리그 2 경기에서 로리앙 소속으로 프로 데뷔전을 치렀다.

## 수상 내역
로리앙
- 리그 2: 2019–20[6]